# Messages aux navigants

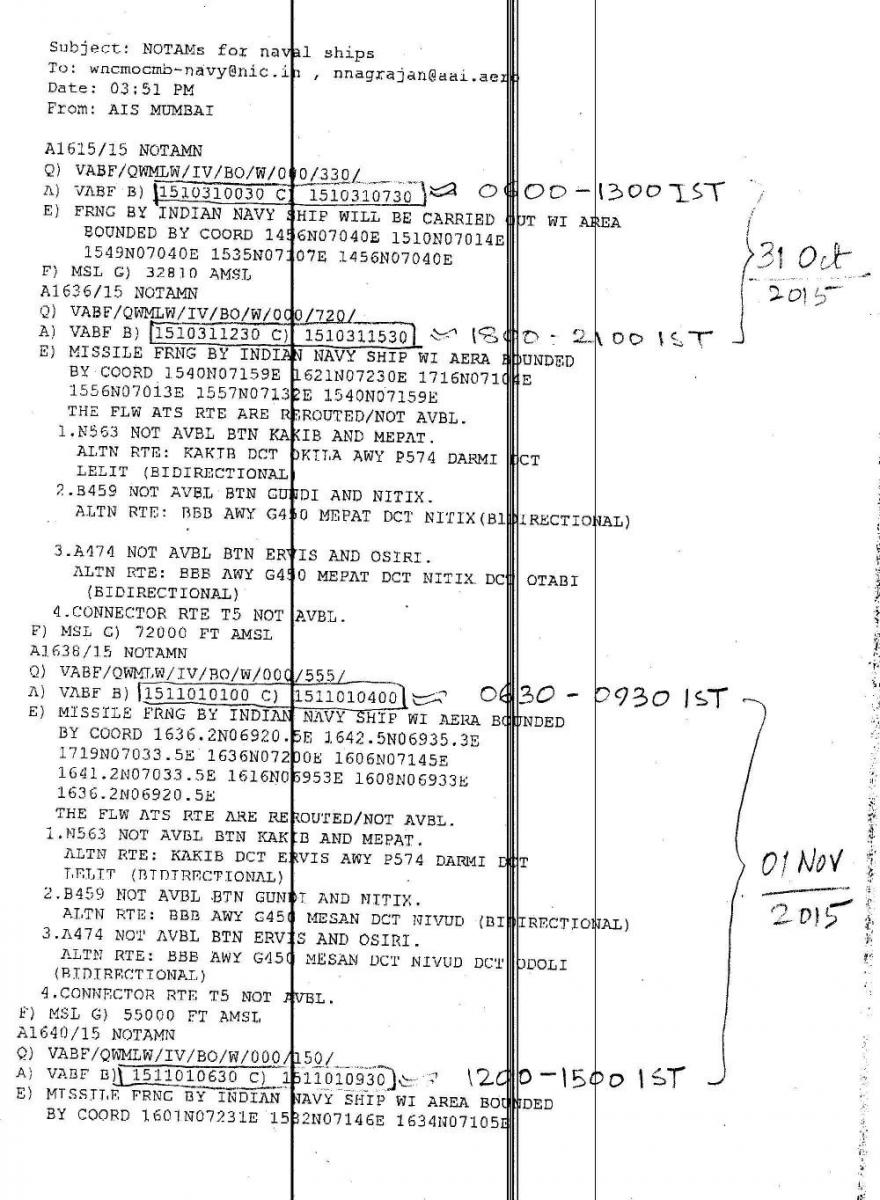
NOTAM avec référence horaire correcte Page 1

Les NOTAM, de l’anglais "Notice to Airmen", « messages aux navigants aériens », sont des messages publiés par les agences gouvernementales de contrôle de la navigation aérienne dans le but d’informer les pilotes d’évolutions sur ou autour d'infrastructures.
Un NOTAM peut être édité en cas de modification d’une installation au sol, de présence d’obstacles (tel qu'une grue) à proximité d’un aéroport ou d'un quelconque autre danger pour la navigation aérienne. Il peut aussi définir des zones momentanément interdites de survol.
Lors de la préparation d’un vol, le pilote doit consulter ces messages afin d’assurer une sécurité maximale tout au long de son trajet.

## Exemple de NOTAM
```
LFFA-A2428/14
Q)LFFF/QFAXX/IV/NBO/ A/000/999/4843N00223E005
A) LFPO PARIS ORLY
B) 201404301316 C) 201410242130
E) L'ATTENTION DES EQUIPAGES EST ATTIREE SUR LA PRESENCE D'UNE ROUTE PASSANT DERRIERE LES POSTES DE STATIONNEMENT AVIONS C08A, C08, C08B, C10, C12 ET C14 EN RAISON DE TRAVAUX.

```

Dans cet exemple, l'attention des pilotes est attirée sur le passage de véhicules derrière les postes de stationnement Charlie8A, Charlie8, Charlie 10, etc., ce qui implique des précautions au moment de quitter le poste, en raison de la poussée des réacteurs. En effet, un véhicule pourrait être soufflé en cas de départ trop rapide.

## Décoder un NOTAM
1. LFFA-A2428/14

LFFA est l'émetteur du NOTAM, à savoir la France. A2428 est le numéro du NOTAM. 14 correspond à l'année d'émission. La lettre qui précède le numéro du NOTAM indique s'il s'agit d'un NOTAM A (airport), M (Military), E (en route), etc.
1. la ligne Q est la ligne de qualification. Chaque champ est séparé par "/". Tous les NOTAMs commencent par la lettre Q. Historiquement cela correspond à la transmission en morse des messages, et à l'utilisation du code Q, qui signifiait : message de service.
2. LFFF signifie que le message concerne la FIR (Flight Information Region) de Paris. Pour information ; FIR PARIS LFFF; FIR REIMS LFEE;  FIR BREST LFRR; FIR MARSEILLE LFMM; FIR BORDEAUX LFBB.
3. QFAXX : est le sujet du NOTAM. Il se décode grâce à un tableau que doivent connaître les navigants. FA concerne un aéroport ou aérodrome, à savoir ORLY dans l'exemple donné. XX signifie que le message est particulier, et qu'il va être indiqué en clair, c'est-à-dire écrit en français et en anglais. Généralement la 4e et la 5e lettre indiquent le sujet précis du message.
4. IV : indique le type de vol concerné par le NOTAM. I correspond aux vols IFR, et V aux vols VFR. Dans le cas présent, tous les types de vols sont concernés.
5. NBO : 4 lettres peuvent être indiquées NBOM. N pour NOTAM sélectionné pour retenir l'attention immédiate de tout opérateur d'avion. B pour NOTAM sélectionné pour figurer sur les PIB (Pre-flight Information Bulletins). O pour message significatif pour les vols IFR. M pour message divers.
6. A : 3 lettres peuvent être indiquées AEW. A pour Airport warning. E pour Enroute warning. W pour Navigation warning. Ici le NOTAM ne concerne que le terrain d'Orly.
7. 000/999 : Ce sont les niveaux de vol minimal et maximal pour lesquels s'applique le NOTAM. 000 signifie que l'on part du sol, 999 qu'il s'agit de l'infini le niveau de vol 1000 étant inatteignable en aéronautique FL1000 équivaut à 100.000 pieds. (Accessible en astronautique).
8. 4843N00223E005 : c'est la position géographique du point à partir duquel s'applique le NOTAM ainsi que le rayon d'application. Dans le cas présent, on retrouve les coordonnées de l'aéroport d'Orly Nord 48°43' Est 002°23'. Le NOTAM s'applique sur un rayon de 5Nm (5 nautical miles ou 9,26 km).

## Tables d'interprétation de la seconde et troisième lettres des codes NOTAMs

### Organisation de l'espace aérien
Airspace organization (A)
| Code | signification en anglais                           | phraséologie abrégée |
| ---- | -------------------------------------------------- | -------------------- |
| AA   | Minimum altitude (specify en route/crossing/safe)  | mnm alt              |
| AC   | Class B, C, D, or E Surface Area                   | CTR                  |
| AD   | Air defense identification zone (ADIZ)             | ADIZ                 |
| AE   | Control area (CTA)                                 | CTA                  |
| AF   | Flight information region (FIR)                    | FIR                  |
| AH   | Upper control area (UTA)                           | UTA                  |
| AL   | Minimum usable flight level                        | mnm usable FL        |
| AN   | Area navigation route                              | Rnav route           |
| AO   | Oceanic control area (OCA)                         | OCA                  |
| AP   | Reporting point (specify name or Coded designator) | Rep                  |
| AR   | ATS route (specify)                                | ATS route            |
| AT   | Class B Airspace                                   | TMA                  |
| AU   | Upper flight information region (UIR)              | UIR                  |
| AV   | Upper advisory area (UDA)                          | UDA                  |
| AX   | Intersection (INT)                                 | INT                  |
| AZ   | Aerodrome traffic zone (ATZ)                       | ATZ                  |

### Communications et installations radar
Communications and radar facilities (C)
| Code | signification en anglais                                                           | phraséologie abrégée |
| ---- | ---------------------------------------------------------------------------------- | -------------------- |
| CA   | Air/ground (specify service and frequency)                                         | a/g fac              |
| CE   | En route surveillance radar                                                        | RSR                  |
| CG   | Ground controlled approach system (GCA)                                            | GCA                  |
| CL   | Selective calling system (SELCAL)                                                  | SELCAL               |
| CM   | Surface movement radar                                                             | SMR                  |
| CP   | Precision approach radar (PAR) (specify runway)                                    | PAR                  |
| CR   | Surveillance radar element of precision approach radar system (specify wavelength) | SRE                  |
| CS   | Secondary surveillance radar (SSR)                                                 | SSR                  |
| CT   | Terminal area surveillance radar (TAR)                                             | TAR                  |

### Installations et services
Facilities and services (F)
| Code | signification en anglais                                                                    | phraséologie abrégée      |
| ---- | ------------------------------------------------------------------------------------------- | ------------------------- |
| FA   | Aérodrome                                                                                   | AD                        |
| FB   | Braking action measurement equipment (specify type)                                         | BA measurement eqpt       |
| FC   | Ceiling measurement equipment                                                               | Ceiling measurement equip |
| FD   | Docking system (specify AGNIS, BOLDS, etc.)                                                 | Dckg system               |
| FF   | Fire fighting and rescue                                                                    | Fire & Rescue             |
| FG   | Ground movement control                                                                     | GND MV CTL                |
| FH   | Helicopter alighting area/platform                                                          | Hel alighting area        |
| FL   | Landing direction indicator                                                                 | LDI                       |
| FM   | Meteorological service (specify type)                                                       | MET                       |
| FO   | Fog dispersal system                                                                        | Fog dispersal             |
| FP   | Heliport                                                                                    | Heliport                  |
| FS   | Snow removal equipment                                                                      | Snow removal equip        |
| FT   | Transmissometer (specify runway and, where applicable, designator(s) of transmissometer(s)) | Transmissometer           |
| FU   | Fuel availability                                                                           | Fuel Avalb                |
| FW   | Wind direction indicator                                                                    | WDI                       |
| FZ   | Customs                                                                                     | Cust                      |

### Dispositif d'atterrissage aux instruments
Instrument et système d'atterrissage hyperfréquences (I)
| Code | signification en anglais                        | phraséologie abrégée |
| ---- | ----------------------------------------------- | -------------------- |
| ID   | DME associated with ILS                         | ILS DME              |
| IG   | Glide path (ILS) (specify runway)               | ILS GP               |
| II   | Inner marker (ILS) (specify runway)             | ILS IM               |
| IL   | Localizer (ILS) (specify runway)                | ILS LIZ              |
| IM   | Middle marker (ILS) (specify runway)            | ILS MM               |
| IO   | Outer marker (ILS) (specify runway)             | ILS OM               |
| IS   | ILS Category I (specify runway)                 | ILS I                |
| IT   | ILS Category II (specify runway)                | ILS II               |
| IU   | ILS Category III (specify runway)               | ILS III              |
| IW   | Microwave landing system (MLS) (specify runway) | MLS                  |
| IX   | Locator, outer (ILS) (specify runway)           | ILS LO               |
| IY   | Locator, middle (ILS) (specify runway)          | ILS LM               |

### Installations lumineuses
Lighting facilities (L)
| Code | signification en anglais                                            | phraséologie abrégée              |
| ---- | ------------------------------------------------------------------- | --------------------------------- |
| LA   | Approach lighting system (specify runway and type)                  | apch light                        |
| LB   | Airport beacon                                                      | abn                               |
| LC   | Runway center line lights (specify runway)                          | rwy centreline light              |
| LD   | Landing direction indicator lights                                  | Ldg light                         |
| LE   | Runway edge lights (specify runway)                                 | Rwy edge light                    |
| LF   | Sequenced flashing lights (specify runway)                          | Sequenced flash light             |
| LH   | High intensity runway lights (specify runway)                       | High Inst rwy light               |
| LI   | Runway end identifier lights (specify runway)                       | Rwy end ident light               |
| LI   | Runway alignment indicator lights (specify runway)                  | Rwy align indicator light         |
| LK   | Category II components of approach lighting system (specify runway) | category II components apch light |
| LL   | Low intensity runway lights (specify runway)                        | Low intens rwy light              |
| LM   | Medium intensity runway lights (specify runway)                     | Medium intens rwy light           |
| LP   | Precision approach path indicator (PAPI) (specify runway)           | PAPI                              |
| LR   | All landing area lighting facilities                                | landing area light fac            |
| LS   | Stopway lights (specify runway)                                     | SWY light                         |
| LT   | Threshold lights (specify runway)                                   | Thres light                       |
| LV   | Visual approach slope indicator system (specify type and runway)    | VASIS                             |
| LW   | Heliport lighting                                                   | Heli light                        |
| LX   | Taxiway center line lights (specify taxiway)                        | twy centerline light              |
| LY   | Taxiway edge lights (specify taxiway)                               | twy edge light                    |
| LZ   | Runway touchdown zone lights (specify runway)                       | Rwy Tdz light                     |

### Aires de mouvements et d’atterrissage
Movement and landing areas (M)
| Code | signification en anglais                                         | phraséologie abrégée |
| ---- | ---------------------------------------------------------------- | -------------------- |
| MA   | Movement area                                                    | Mov area             |
| MB   | Bearing strength (specify part of landing area or movement area) | bearing strengh      |
| MC   | Clearway (specify runway)                                        | cwy                  |
| MD   | Declared distances (specify runway)                              | deckared rwy         |
| MG   | Taxiing guidance system                                          | tax guidance system  |
| MH   | Runway arresting gear (specify runway)                           | rwy arst gear        |
| MK   | Parking area                                                     | parkg area           |
| MM   | Daylight markings (specify threshold, centre line, etc.)         | day markings         |
| MN   | Apron                                                            | Apron                |
| MP   | Aircraft stands (specify)                                        | Acft stands          |
| MR   | runway (specify runway)                                          | rwy                  |
| MS   | Stopway (specify runway)                                         | swy                  |
| MT   | Threshold (specify runway)                                       | Thr                  |
| MU   | Runway turning bay (specify runway)                              | Runway turning bay   |
| MW   | Strip (specify runway)                                           | Strip                |
| MX   | Taxiway(s) (specify)                                             | Twy                  |

### Équipements de navigation en route et en zone terminale
Terminal and En Route Navigation Facilities (N)
| Code | signification en anglais                               | phraséologie abrégée |
| ---- | ------------------------------------------------------ | -------------------- |
| NA   | All radio navigation facilities (except...)            | All RDO NAV FAC      |
| NB   | Non directional beacon                                 | NDB                  |
| NC   | DECCA)                                                 | DECCA                |
| ND   | Distance measuring equipment (DME)                     | DME                  |
| NF   | Fan marker                                             | Fan mkr              |
| NL   | Locator (specify identification)                       | L                    |
| NM   | VOR/DME                                                | VOR/DME              |
| NN   | TACAN                                                  | TACAN                |
| NO   | OMEGA                                                  | OMEGA                |
| NT   | VORTAC                                                 | VORTAC               |
| NV   | VOR                                                    | VOR                  |
| NX   | Direction finding station (specify type and frequency) | DF                   |

### Autres informations
Other Information (O)
| Code | signification en anglais         | phraséologie abrégée |
| ---- | -------------------------------- | -------------------- |
| OA   | Aeronautical information service | AIS                  |
| OB   | Obstacle (specify details)       | obs                  |
| OE   | Aircraft entry requirements      | Acft entry Rqmnts    |
| OL   | Obstacle lights on ... (specify) | obs Lgt              |
| OR   | Rescue coordination centre       | RCC                  |

### Procédures pour trafics aériens
Air Traffic Procedures (P)
| Code | signification en anglais                                           | phraséologie abrégée |
| ---- | ------------------------------------------------------------------ | -------------------- |
| PA   | Standard instrument arrival (STAR) (specify route designator)      | STAR                 |
| PD   | Standard instrument departure (SID) (specify route designator)     | SID                  |
| PF   | Flow control procedure                                             | Flow ctl procedure   |
| PH   | Holding procedure                                                  | Hold proc            |
| PI   | Instrument approach procedure (specify type and runway)            | inst apch proc       |
| PL   | Obstacle clearance limit (specify procedure)                       | OCL                  |
| PM   | Aerodrome operating minima (specify procedure and amended minimum) | opr minima           |
| PO   | Obstacle clearance altitude                                        | OCA                  |
| PP   | Obstacle clearance height                                          | OCH                  |
| PR   | Radio failure procedure                                            | Radio failure proc   |
| PT   | Transition altitude                                                | Transition alt       |
| PU   | Missed approach procedure (specify runway)                         | Missed appch proc    |
| PX   | Minimum holding altitude (specify fix)                             | mnm holdg alt        |
| PZ   | ADIZ procedure                                                     | ADIZ proc            |

### Alerte navigation - Restrictions dans les espaces aériens
Navigation Warnings: Airspace Restrictions (R)
| Code | signification en anglais                             | phraséologie abrégée |
| ---- | ---------------------------------------------------- | -------------------- |
| RA   | Airspace reservation (specify)                       | Airspace reservation |
| RD   | Danger area (specify national prefix and number)     | D                    |
| RO   | Overflying of ... (specify)                          | Overflying           |
| RP   | Prohibited area (specify national prefix and number) | P                    |
| RR   | Restricted area (specify national prefix and number) | R                    |
| RT   | Temporary restricted area                            | Tempo restricted     |

### Services de contrôle en vol et de météorologie en vol
Air Traffic and VOLMET Services (S)
| Code | signification en anglais                      | phraséologie abrégée |
| ---- | --------------------------------------------- | -------------------- |
| SA   | Automatic terminal information service (ATIS) | ATIS                 |
| SB   | ATS reporting office                          | ARO                  |
| SC   | Area control centre (ACC)                     | ACC                  |
| SE   | Flight information service (FIS)              | FIS                  |
| SF   | Airport flight information service (AFIS)     | AFIS                 |
| SL   | Flow control centre                           | Flow Ctl Centre      |
| SO   | Oceanic area control centre (OAC)             | OAC                  |
| SP   | Approach control service (APP)                | APP                  |
| SS   | Flight service station (FSS)                  | FSS                  |
| ST   | Airport control tower (TWR)                   | TWR                  |
| SU   | Upper area control centre (UAC)               | UAC                  |
| SV   | VOLMET broadcast                              | VOLMET               |
| SY   | Upper advisory service (specify)              | Advisory ser         |

### Alertes navigation
Navigation Warnings: Warnings (W)
| Code | signification en anglais         | phraséologie abrégée     |
| ---- | -------------------------------- | ------------------------ |
| WA   | Air display                      | Air display              |
| WB   | Aerobatics                       | Aerobatics               |
| WC   | Captive balloon or kite          | Captive balloon or kite  |
| WD   | Demolition of explosives         | Demolition of explosives |
| WE   | Exercises (specify)              | EXER                     |
| WF   | Air refueling                    | Air refueling            |
| WG   | Glider flying                    | Glider flying            |
| WJ   | Banner/target towing             | Banner/target towing     |
| WL   | Ascent of free balloon           | Ascent of free balloon   |
| WM   | Missile, gun or rocket firing    | FRMG                     |
| WP   | Parachute jumping exercise (PJE) | PJE                      |
| WS   | Burning or blowing gas           | Burning or blowing gas   |
| WT   | Mass movement of aircraft        | Mass Mov ACFT            |
| WV   | Formation flight                 | Formation flt            |
| WZ   | model flying                     | model flying             |

## Tables d'interprétation de la quatrième et cinquième lettres des codes NOTAMs

### Disponibilité
Availability (A)
| Code | signification en anglais                                | phraséologie abrégée     |
| ---- | ------------------------------------------------------- | ------------------------ |
| AC   | Withdrawn for maintenance                               | Withdrawn for maint      |
| AD   | Available for daylight operation                        | avbl day ops             |
| AF   | Flight checked and found reliable                       | fltck okay               |
| AG   | Operating but ground checked only, awaiting flight chec | opr awaiting fltck       |
| AH   | Hours of service are now                                | Hr Serv                  |
| AK   | Resumed normal operations                               | Okay                     |
| AM   | Military operations only                                | Mil Ops Only             |
| AN   | Available for night operation                           | Avalb Night Ops          |
| AO   | Operational                                             | Ops                      |
| AP   | Available, prior permission required                    | Avail ppr                |
| AR   | Available on request                                    | Avalb OR                 |
| AS   | Unserviceable                                           | U/S                      |
| AU   | Not available (specify reason if appropriate)           | Not Availb               |
| AW   | Completely withdrawn                                    | withdrawn                |
| AX   | Previously promulgated shutdown has been cancelled      | promulgated shutdown cnl |

### Changements
Changes (C)
| Code | signification en anglais                     | phraséologie abrégée |
| ---- | -------------------------------------------- | -------------------- |
| CA   | Activated                                    | Act                  |
| CC   | Completed                                    | Complt               |
| CD   | Deactivated                                  | Deactivated          |
| CE   | Erected                                      | Erected              |
| CF   | Operating frequency(ies) changed to          | Freq changed         |
| CG   | Downgraded to                                | Downgraded to        |
| CH   | Changed                                      | Changed              |
| CI   | Identification or radio call sign changed to | Ident change         |
| CL   | Realigned                                    | Realigned            |
| CM   | Displaced                                    | Displaced            |
| CO   | Operating                                    | opr                  |
| CP   | Operating on reduced power                   | opr reduced pwr      |
| CR   | Temporarily replaced by                      | Tempo rplcd by       |
| CS   | Installed                                    | Installed            |
| CT   | On test, do not use                          | On test, do not use  |

### Conditions Dangereuses
Hazardous conditions (H)
| Code                | signification en anglais | phraséologie abrégée                               |
| ------------------- | --- | -------------------------------------------------- |
| HA                  | Braking action is | BA is                                              |
| HA1 HA2 HA3 HA4 HA5 | 1-Poor 2-Medium poor 3-Medium 4-Medium good 5-Good | 1-Poor 2-Medium poor 3-Medium 4-Medium good 5-Good |
| HB                  | Braking coefficient is ... (specify measurement device used) | brkg coefficient is                                |
| HC                  | Covered by compacted snow to depth of x Ft | cov compacted snow depth                           |
| HD                  | Covered by dry snow to a depth of x Ft | cov dry snow depth                                 |
| HE                  | Covered by water to a depth of x Ft | cov water depth                                    |
| HF                  | Totally free of snow and ice | Free of snow and ice                               |
| HG                  | Grass cutting in progress | Grass cutting                                      |
| HH                  | Hazard due to (specify) | Hazard due                                         |
| HI                  | Covered by ice | Cov ice                                            |
| HJ                  | Launch planned ... (specify balloon flight identification or project Code name, launch site, planned period of launch(es)_date/time, expected climb direction, estimate time to pass 18,000 m (60,000 ft), together with estimated location) | Launch plan                                        |
| HK                  | Migration in progress | Migration inPr                                     |
| HL                  | Snow clearance completed | snow clr cmpl                                      |
| HM                  | Marked by | Marked by                                          |
| HN                  | Covered by wet snow or slush to a depth of x Ft | cov wet snow depth                                 |
| HO                  | Obscured by snow | Obscured by snow                                   |
| HP                  | Snow clearance in progress | snow clr inpr                                      |
| HQ                  | Operation cancelled ... (specify balloon flight identification or project Code name) | OPR CNL                                            |
| HR                  | Standing water | Standing water                                     |
| HS                  | Sanding in progress | Sanding                                            |
| HT                  | Approach according to signal area only | Apprch according signal area only                  |
| HU                  | Launch in progress ... (specify balloon flight identification or project Code name, launch site, date/time of launch(es), estimated time passing 18,000 m (60,000 ft), or reaching cruising level if at or below 18,000 m (60,000 ft), together with estimated location, estimated date/time of termination of the flight, and planned location of ground contact when applicable) | launch inpr                                        |
| HV                  | Work completed | Worl compl                                         |
| HW                  | Work in progress | WIP                                                |
| HX                  | Concentration of birds | Bird concentration                                 |
| HY                  | Snow banks exist (specify height) | Snow banks HGT                                     |
| HZ                  | Covered by frozen ruts and ridges | cov frozen ruts and ridges                         |

### Limitations
Limitations (L)
| Code | signification en anglais                    | phraséologie abrégée            |
| ---- | ------------------------------------------- | ------------------------------- |
| LA   | Operating on APU (Auxiliary Power Supply)   | OPR AUX PWR                     |
| LB   | Reserved for aircraft based therein         | Reserved for acft based therein |
| LC   | Closed                                      | clsd                            |
| LD   | Unsafe                                      | Unsafe                          |
| LE   | Operated without auxiliary power supply     | OPER withou AUX PWR             |
| LF   | Interference from                           | Interference from               |
| LG   | Operating without identification            | OPR without IDENT               |
| LH   | Unserviceable for aircraft heavier than     | U/S for acft heavier than       |
| LI   | Close to IFR operations                     | Clsd IFR OPS                    |
| LK   | Operating as a fixed light                  | OPR as F LGT                    |
| LL   | Usable for lenght of... and width of...     | usable lenght/width             |
| LN   | Close to all night operations               | CLSD Night OPS                  |
| LP   | Prohibited to                               | Prohibited to                   |
| LR   | Aircraft restricted to runways and taxiways | ACFT restricted to RWY and TWY  |
| LS   | Subject to interruption                     | Subj intrp                      |
| LT   | Limited to                                  | Limited to                      |
| LV   | Close to VFR operations                     | CLSD VFR OPS                    |
| LW   | Will take place                             | Will take place                 |
| LX   | Operating but caution advised to            | OPS but caution due             |

### Autres informations
Other Information (XX)
| Code | signification en anglais                                                                            | phraséologie abrégée                      |
| ---- | --------------------------------------------------------------------------------------------------- | ----------------------------------------- |
| XX   | Where 4th and 5th letter Code does not cover the situation, use XX and supplement by plain language | (plain language following the NOTAM Code) |